# Taiki Uchikoshi
Taiki Uchikoshi (japanisch 打越 大樹 Uchikoshi Taiki; * 12. Mai 1996 in der Präfektur Tokio) ist ein japanischer Fußballspieler.

## Karriere
Uchikoshi erlernte das Fußballspielen in der Schulmannschaft der Funabashi High School und der Universitätsmannschaft der Toin University of Yokohama. Seinen ersten Vertrag unterschrieb er 2019 bei Giravanz Kitakyushu. Der Verein spielte in der dritthöchsten Liga des Landes, der J3 League. Für den Verein absolvierte er fünf Ligaspiele.